# Aulana confirmata
Aulana confirmata är en tvåvingeart som beskrevs av Walker 1864. Aulana confirmata ingår i släktet Aulana och familjen vapenflugor. Inga underarter finns listade i Catalogue of Life.